# أمبيك
أمبيك أو أمبيكا (بالإنجليزية: Ambika) هي بشكل عام لقب أو شكل من أشكال ماهاديفي، الإلهة العليا في الهندوسية. في أيقونتها، تم تصويرها بثمانية أذرع، وتحمل أسلحة متعددة. وفي هذا الجانب تعتبر أم الكون وكذلك جميع الكائنات. جرت مماهاتها مع الآلهة شاندي، دورجا، بهاجافاتي، لاليتامبيكا، بهافاني، وغيرهن. في الفيشنافية، أمبيكا هي واحدة من الأشكال العديدة لشاكتي ويوغامايا فيشنو.